# Randy Horton
Kenneth Howard Randolph "Randy" Horton (Somerset, Bermudas; 22 de enero de 1945) es un exjugador de fútbol y cricket de Bermudas que actualmente es presidente de la Cámara de la Asamblea de Bermuda.
Fue nombrado el Jugador Más Valioso de la Liga de Fútbol de América del Norte en 1972.

## Trayectoria
Asistió al Culham College en Inglaterra y a la Rutgers University en los Estados Unidos. Firmó con el New York Cosmos y fue nombrado Novato del Año de la NASL y en el Primer Equipo de Estrellas para la temporada de 1971.
El Cosmos ganó el campeonato de la liga en 1972 y fue nombrado MVP de la campaña ya que lideró en anotaciones con 22 en 13 juegos. También anotó el primer gol de Nueva York en la victoria por 2-1 en la final sobre St. Louis Stars.
Después de esa temporada, su manager Gordon Jago le ofreció un contrato al Queens Park Rangers. Pero decidió quedarse con Cosmos y completar su maestría en la Universidad de Rutgers en Nueva Jersey.
Horton jugó dos veranos más con el equipo antes de ser canjeado al Washington Diplomats. Después de un año en Washington, terminó su carrera en NASL jugando para el Hartford Bicentennials.
Representó a la selección de Bermudas de 1967 a 1969 y jugó con el Somerset Trojans de 1966 a 1970 y tuvo otra etapa de 1974 a 1975, donde ganó cuatro títulos de Liga Premier y tres de la Copa FA.

## Carrera política
Ha sido miembro del Parlamento de las Bermudas desde 1998 y ha ocupado cargos en el gabinete como Ministro de Deportes, Asuntos Comunitarios, Ministro de Educación, de Medio Ambiente, de Asuntos Internos del Trabajo y Seguridad Pública.
El 8 de febrero de 2013 fue elegido presidente de la Cámara de la Asamblea sin oposición, convirtiéndose en el primer miembro de un partido de oposición en ocupar ese cargo.

## Clubes
| Club                    | País           | Año       |
| ----------------------- | -------------- | --------- |
| Somerset Trojans        | Bermudas       | 1966-1970 |
| Philadelphia Ukrainians | Estados Unidos | 1970      |
| New York Cosmos         | Estados Unidos | 1971-1974 |
| Somerset Trojans        | Bermudas       | 1974-1975 |
| Washington Diplomats    | Estados Unidos | 1975      |
| Hartford Bicentennials  | Estados Unidos | 1976      |

## Palmarés

### Títulos nacionales
| Título                       | Equipo           | País           | Año     |
| ---------------------------- | ---------------- | -------------- | ------- |
| Liga Premier                 | Somerset Trojans | Bermudas       | 1966-67 |
| Copa FA                      | Somerset Trojans | Bermudas       | 1967-68 |
| Liga Premier                 | Somerset Trojans | Bermudas       | 1967-68 |
| Copa FA                      | Somerset Trojans | Bermudas       | 1968-69 |
| Liga Premier                 | Somerset Trojans | Bermudas       | 1968-69 |
| Copa FA                      | Somerset Trojans | Bermudas       | 1969-70 |
| Liga Premier                 | Somerset Trojans | Bermudas       | 1969-70 |
| North American Soccer League | New York Cosmos  | Estados Unidos | 1972    |

### Distinciones individuales
| Distinción                                             | Año     |
| ------------------------------------------------------ | ------- |
| Novato del año de la North American Soccer League      | 1971    |
| Máximo goleador de la North American Soccer League     | 1972    |
| Jugador más valioso de la North American Soccer League | 1972    |
| Máximo goleador de la Liga Premier de Bermudas         | 1974-75 |